# Panther (ägyptische Mythologie)
Der altägyptische Panther gehörte in der ägyptischen Mythologie zu den göttlichen und heiligen Tieren. Der König (Pharao) setzte deshalb sein Wirken dem eines Panthers gleich. Ergänzend trug er in mehreren Ritualen das Pantherfell. In diesem Zusammenhang steht der Ausdruck „Panther“ sowohl als Synonym für den Gepard als auch den Leoparden.

## Hintergrund
Bereits in der Frühzeit fungierte die Göttin Mafdet als Himmelspanther. Ihre Abbildung auf einem altägyptischen Zaubermesser aus der Zeit des Mittleren Reiches zeigt den solaren und himmlischen Charakter des Panthers.
Auf ihm ist die Phase eines Sonnenlaufs zu sehen. Die gesamte Komposition einschließlich des Pantherkopfes endet in den Flügeln eines nicht zu erkennenden Wesens. Ägyptologen verorten daher die Handlung in den Leib des Himmelspanthers.

### Etymologie
In der Weltkammer vom Sonnenheiligtum des Niuserre ist dem Panther in einer Beischrift der gebärenden Tiere ein größerer Bericht gewidmet. Die Ägypter zählten den Panther zu der Familie der Großkatzen und den göttlichen Wüstentieren.
In diesem Zusammenhang waren mehrere hieroglyphische Darstellungen möglich, so beispielsweise auch in der Kurzform als „Die Göttliche“ oder als Ideogramm. Eine genaue Zuordnung zum Gepard oder Leoparden ist nicht möglich, da erst seit dem Mittleren Reich die Hieroglyphe F9 nicht mehr für die Lesung Peh (Löwe/Panther) benutzt wurde, sondern im veränderten Gebrauch nun als Ba (Gepard) für einen „weiblichen Panther“ Anwendung fand.
Die Zuweisung an den Leoparden und den Gepard konnte den Pyramidentexten durch parallele Nennungen entnommen werden, wobei es dort vornehmlich um die königliche Insigne des Pantherfells und des Pantherfellschurzes geht. Jedoch ist auch hier die unklare Verwendung des Begriffs „Pantherfell/Pantherschurz“ auffällig, die keine genaue Identifikation bezüglich Leopard oder Gepard zulässt.

### Mythologische Verbindungen
Die Beischrift der „Weltkammer“ nennt neben dem Panther weitere Wüstentiere, die jedoch alle als Gemeinsamkeit die „Göttlichkeit“ aufweisen und daher „keines Hirten bedürfen“, sondern die „Bestimmer des Schicksals“ sind.
Der erklärende Text in der Beischrift verdeutlicht diesen Aspekt: „Die Wüste nimmt die Jungtiere von jeglich gebärenden Wildtier an sich“.